# Anders Frigell (jurist)
Anders Daniel Frigell, född 11 februari 1943 i Uppsala, död 4 juli 2020 i Uppsala domkyrkodistrikt, var en svensk jurist och advokat.
Frigell skrev en bok om von Sydowska morden samt en pjäs på samma tema. Pjäsen, von Sydowmordens gåta, uppfördes på Upsala stadsteater hösten 2006 och var en publikframgång. Frigell företrädde allmänläkaren och obducenten i det omskrivna styckmordsmålet.

## Filmografi
- 1991 – Önskas